# عدنان کریم
عدنان کریم (کردی: عه‌دنان که‌ریم؛ زاده ۳۰ مارس ۱۹۶۳ در کرکوک) یک موسیقی‌دان کُردتبار است.

## زندگی
وی در سال ۱۹۶۳ در شهر کرکوک عراق بدنیا آمده‌است. کودکی و اوایل زندگی هنری اش را در همان‌جا سپری کرده‌است.
در سال ۱۹۹۱ کردستان را ترک کرد و همینک در سوئد همراه همسرش و سه فرزندش در شهر اوپسالا زندگی می‌کنند.

## آثار
همکاری با گروه موسیقی «سلیمانی» در سال ۱۹۷۹
همکاری با گروه موسیقی «نوروز» به سرپرستی عثمان محمد در سال ۱۹۸۳
همکاری با گروه موسیقی «پیرمرد» به سرپرستی صلاح رئوف در سال ۱۹۸۴
همکاری با گروه موسیقی «په یمانگای هونه ره جوانه کان»
انتشار آلبوم «یادتان می‌کنم» که در شهر لیل فرانسه ضبط شد که شامل هفت ترک است.
انتشار آلبوم «راز» در سال ۱۹۹۵
انتشار آلبوم «شب یلدا» که در سوئد ضبط شد.
انتشار آلبوم «سفر می‌روی» در سال ۱۹۹۹
اجرای کنسرت در شهر استهکلم در سال ۲۰۰۰
اجرای کنسرت در شهرهای یوتوبری و استهکلم با همکاری گروه «آتش زنده» در سال ۲۰۰۲
انتشار آلبوم «شنهٔ با» در سال ۲۰۰۲
اجرای کنسرت در لندن و کشور هلند در سال ۲۰۰۴
اجرای کنسرت در ایران در شهر سنندج در سال ۲۰۰۵
انتشار آلبوم «آبشاری از عشق» در سال ۲۰۰۵
شرکت در فیستوال لندن با همراهی گروه آتش زنده در سال ۲۰۰۵
شرکت در فستیوال استهکلم در سال ۲۰۰۵
همکاری با گروه کامکار در سال ۲۰۰۶ و انتشار آلبوم «امشب» که در تهران ضبط شد.
اجرای کنسرت در لندن با همکاری تارا جاف در سال ۲۰۰۷
اجرای کنسرت با گروه کامکار در شهرهای دهوک، هه ولیر، سلیمانی و سه کنسرت دیگر در تهران در سال ۲۰۰۷
شرکت در فیستوال در کنیا در سال ۲۰۰۸
اجرای کنسرت با همکاری تارا جاف در کتابخانهٔ ملکهٔ دانمارک در کپنهاگ در مارس ۲۰۰۸
اجرای کنسرت با همکاری تارا جاف در منچستر در سال ۲۰۰۸
کنسرت کاندا ۲۰۰۹
کنسرت اوربرو سوئد ۲۰۱۰
کنسرت استهکلم ۲۰۱۰
کنسرت یوتوبوری سوئد ۲۰۱۰
کنسرت شهراوپاسالا ۲۰۱۰
کنسرت با گروه کامکار در هه ولیر و سلیمانی در اکتبر ۲۰۱۰
انتشار آلبوم «وفایی» با همکاری گروه کامکار در سال ۲۰۱۱
کنسرت در شهرهای بوکان و مهاباد در ایران، سال ۲۰۱۹
کنسرت در شهرهای کلار و کفری در عراق در سال ۲۰۲۲